# Нестреляй, Мария Демьяновна
Мария Демьяновна Нестреляй — советская колхозница, Герой Социалистического Труда.

## Биография
Родилась в 1932 году в деревне Пашенная Роща. Член КПСС.
В 1946—1987 гг. — колхозница в полеводческой бригаде местного колхоза «Путь Ленина», доярка на Пашеннорощинской ферме этого колхоза, доярка совхоза «Краснодарский» Павлоградского района Омской области.
Указом Президиума Верховного Совета СССР от 8 апреля 1971 года за выдающиеся успехи, достигнутые в развитии сельскохозяйственного производства и выполнении пятилетнего плана продажи государству продуктов земледелия и животноводства присвоено звание Героя Социалистического Труда с вручением ордена Ленина и золотой медали «Серп и Молот».
Делегат XXV съезда КПСС.
Умер в деревне Пашенная Роща в 1999 году.